# Epipedocera atritarsis
Epipedocera atritarsis là một loài bọ cánh cứng trong họ Cerambycidae.